# Savao Kato
Savao Kato (加藤 沢男 , 11. oktobar 1946) penzionisani je japanski gimnastičar i jedan od najuspešnijih Olimpijskih atleta svih vremena. Između 1968 i 1976 on je osvojio dvanaest Olimpijskih medalja, uključujući osam zlatnih medalja.

## Biografija
Kato je rođen u prefekturi Nigata, a studirao je na Tokijskom univerzitetu Kioiku. Prvi put se takmičio na Olimpijskim igrama 1968. godine zajedno sa starijim bratom Takešijem. Oni su pobedili su u ekipnoj konkurenciji, pri čemu je Savao takođe uzeo zlatne medalje u višeboju i na parteru. Na karikama je zauzeo treće mesto.
Četiri godine kasnije, japanska muška gimnastička ekipa je dominirala na Olimpijskim igrama 1972. godine, uzevši 15 od ukupno 21 medalje. Kato je osvojio sveukpunu zlatnu medalju i u paralelnim razboju, srebra na paralelnom razboju i konju sa hvataljkama. Ciljao je na neviđenu treću zlatnu medalju u višeboju na Letnjim olimpijskim igrama 1976. godine, ali pobedio je Nikolaj Andrianov. Timsko takmičenje je ovog puta imalo usku marginu, ali su Japanci savladali Sovjete za četiri desetine poena, čime su osvojili petu uzastopnu titulu. Kato je olimpijsku karijeru okončao zadržavajući titulu u paralelnom razboju.
Kato je jedan od samo deset sportista koji su osvojili osam ili više zlatnih olimpijskih medalja. Jedan je od najuspešnijih muških gimnastičara ikada na Olimpijskim igrama: najbliži rival za njegovih osam zlatnih i dvanaest ukupnih medalja je Nikolaj Andrijanov sa sedam zlatnih i petnaest medalja ukupno, čemu slede Boris Šaklin. sa sedam zlatnih i trinaest ukupno, Takaši Ono sa pet zlatnih i trinaest medalja ukupno. On je osvojio više zlatnih olimpijskih medalja od bilo kojeg japanskog olimpijca i drugi je iza Onoa po ukupnom broju medalja. Kato je 2001. primljen u Međunarodnu dvoranu slavnih gimnastike.
Kato je 2010. godine bio profesor emeritus na Univerzitetu Cukuba.

## Spoljašnje veze
- Savao Kato на сајту Sports-Reference.com (архивирано)